# Дараба, Хаджа Саран
Хаджа Саран Дараба (1945, Гвинея) — основательница Объединения женщин Союз государств реки Мано за мир (REFMAP).

## Биография
Отец Гаджи был солдатом под командованием Ахмеда Секо Туре.
Она изучала фармакологию в Лейпциге и Галле в Германии. В 1970 году Гаджа вернулась в Гвинею и преподавала в колледже Гаджи Мафори Бангуры, прежде чем была назначена заместителем национального директора по экспорту Министерства внешней торговли. В 1996 году стала министром социальных вопросов и содействия женщинам и детям.
В 2010 году Гаджа Саран Дараба была единственной женщиной среди 24 кандидатов на пост президента Гвинеи. С 2010 по 2017 годы она занимала пост генерального секретаря REFMAP.